# 男性の肖像 (自画像?)
『男性の肖像（自画像？）』 （だんせいのしょうぞう (じがぞう?)、英: Portrait of a Man (Self Portrait?)）、または『赤いターバンの男性の肖像』（あかいターバンのだんせいのしょうぞう、蘭: Portret van een man met rode tulband、英: Portrait of a Man in a Red Turban）は、初期フランドル派の巨匠ヤン・ファン・エイクが1433年に板上に油彩で制作した絵画である。絵画の上部にあるフラマン語の銘文「Als Ich Can (私にできる限り)」は、ファン・エイクの一般的な署名であったが、本作では非常に大きく目立っている。この事実は、人物の非常にまっすぐで向かい合っているような視線とともに本作が自画像であるという印であると解釈されてきた。
おそらく画家の『マルガレーテ・ファン・エイクの肖像』 (グルーニング美術館) は本作の対作品であるが、知られているこの彼女の唯一の肖像画は1439年の制作で、本作より大きい。ファン・エイクは、潜在的な顧客に自身の能力、そして絵画に明らかなよい服装からうかがわれる社会的地位を示そうと、本作を用いるため工房に置いていたのでろうと提唱されている。しかし、本作の描かれた1433年には、彼の名声は非常に高かったため、すでに作品の依頼が殺到していた。
作品は、1851年以来、ナショナル・ギャラリー (ロンドン) にある。作品がイギリスにあったのは、トマス・ハワード (第21代アランデル伯爵) が取得して以来で、それは、おそらく彼が1642年から1644年までアントウェルペンに亡命していた時期のことであろう。

## 額縁と銘文

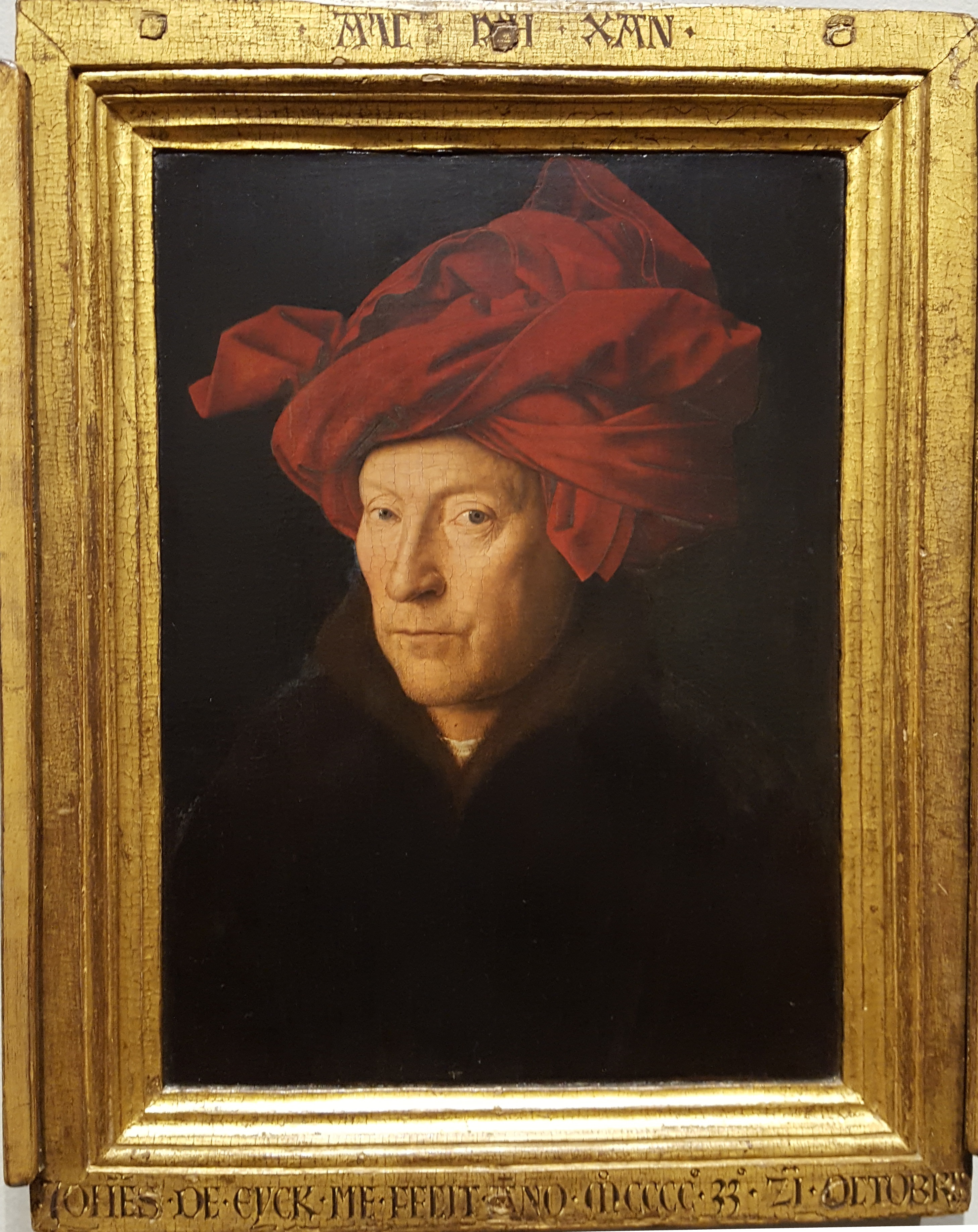
「」および「OCTOBRIS」という額縁の銘文

本来の額縁 (左右両側は実際には中央パネルと同じ1枚の板で、上下は別の板である) が現存し、銘文が描かれている。下部には、ラテン語で「JOHES DE EYCK ME FECIT ANO MCCCC.33. 21. OCTOBRISOCTOBRIS (ヤン・ファン・エイクが私を作った、1433年10月21日) 」とあり、上部には「AlC IXH XAN (私にできる限り)」というモットーがある。このモットーはほかのファン・エイクの絵画にも登場しており、いつもギリシア文字を使用したフラマン語で書かれている。「IXH」は「イク (私)」と「(エ) イク」という画家の名前に関する言葉遊びとなっているようで、「私 (エイク) にできる限り、しかし私 (エイク) が欲するままにでなく」と解しうる。ほかのファン・エイクの額縁同様に、文字は彫られたように描かれている。
板絵に署名し、制作年を書き入れることは15世紀初期には珍しいことであった。制作年が書き入れられる場合でも、年度だけの場合が多いが、ファン・エイクは「10月21日」と日付まで入れている。彼が多作であったことを考慮すると現存作品数はあまりに少ない (およそ20数点にすぎない) が、その細部描写と技術は、作品の制作には数日ではなく数か月を要したことを物語っている。とすれば、日付を入れた制作年は単なる事実としてではなく、潜在的な顧客に対する自慢としての役割をはたしたのかもしれない。
画家の「わたしにできる限り」というモットーはファン・エイクの多くの作品に登場するので、彼はほかの画家に対して自分自身よりうまく描けるか挑んでいるとみなされている。ギリシア文字で描かれているにもかかわらず、表現は元来フラマン語である。フラマン語の表現をギリシア文字で表すことは、ファン・エイクが自身を「同時代人だけでなく古代人と競っている」とみなしていたことを示唆する。多くの作品にモットーを加えたことの背後にある理由づけはともかく、モットーは、画家としてのファン・エイクの自身の作品に対する意識の印であると想定できる。

## 作品
ファン・エイクのすべての肖像画同様、本作は人物の鋭く細部にわたる分析を呈している。モデルの人物を4分3正面向きで、実物大の身体3分の1を描いている。両手が描かれていないため、鑑賞者の注意は頭部だけに集中する。この人物の物憂い顔の表情は、堅固な鼻、きっちりと結ばれた幅広い口、頭部の被り物による枠取りが一体となって描写されている。全体の印象は、ある研究者の言葉を借りれば、「自身も含めて、クローズアップで、しかし、全体像を失わずに物事を見る」男である。しかし、ほかのファン・エイクの肖像画同様、この人物は内面をほとんど明かしていない。
無精ひげを生やした顔は中年期の皺が多く刻まれ、目は少々血走っている。射るような視線が外側に向けられ、鑑賞者をまっすぐに見つめている。おそらく、それまでの千年間でこういう視線を持っていた肖像画は、絵画史上初めてであった。 エルヴィン・パノフスキーが主張するように、この画期的な革新は「自画像」で行われたと考えるのが妥当であるように思われる。「自画像」描くときには、鏡の中の自分をしっかりと見つめなければならないからである。

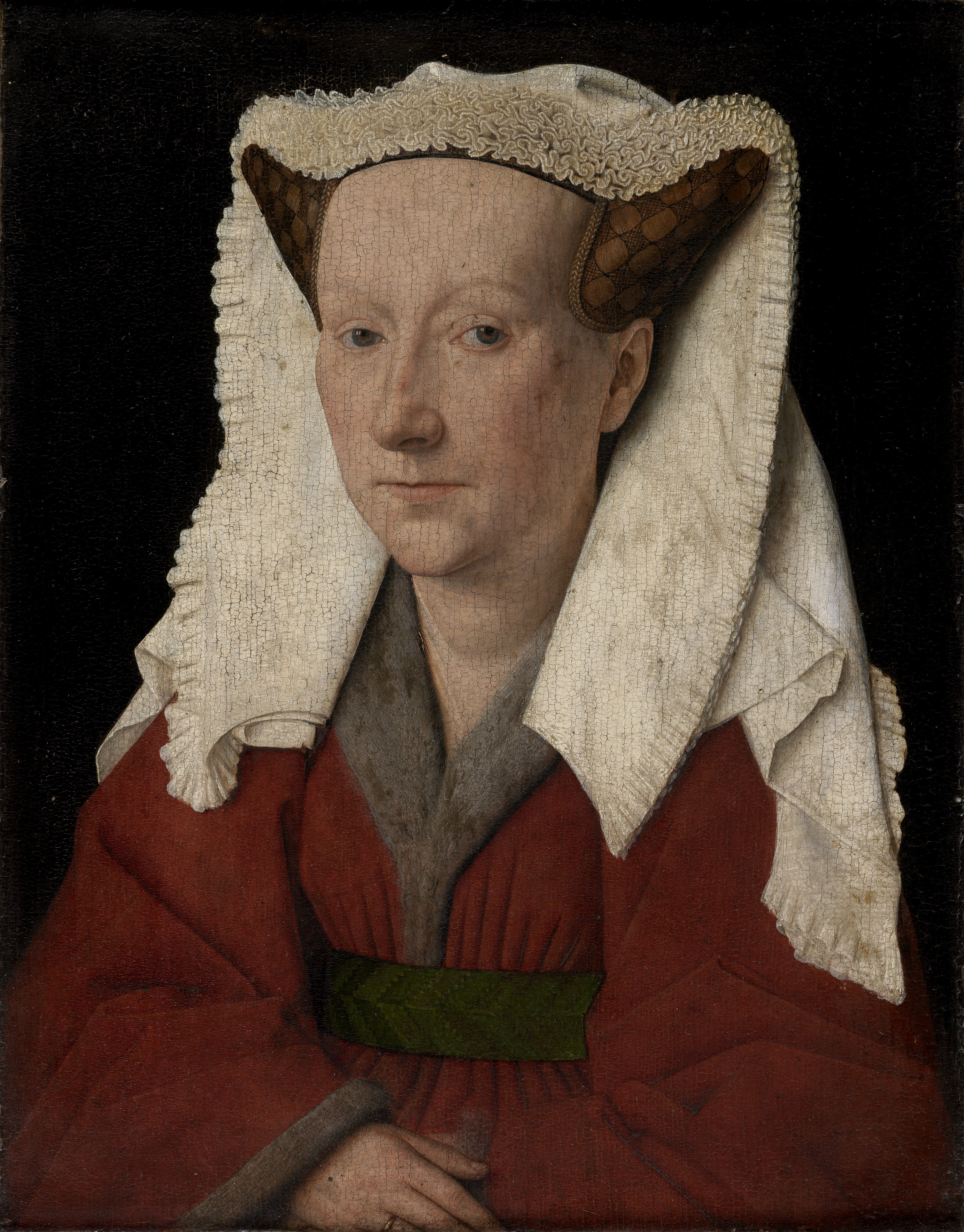
『マルガレーテ・ファン・エイクの肖像』、41.2 × 34.6 cm、1439年。グルーニング美術館、ブルッヘ

人物はしばしばファン・エイクその人であると考えられているが、はっきりとした証拠はない。まっすぐなまなざしは、鏡を見て自身を分析した画家のものであるのかもしれない。衣装はファン・エイクのような社会的地位の人にふさわしいものであり、モットーは彼の個人的なものである。このモットーは、『ドレスデンの祭壇画』 (アルテ・マイスター絵画館) 、『泉の聖母』 (アントワープ王立美術館) 、2点の複製画、そして彼の妻の『マルガレーテ・ファン・エイクの肖像』(グルーニング美術館) に登場する。これらの作品では、本作ほどモットーは目立たず、それは、非常にまっすぐで血走った視線とともに、本作が通常『自画像』であるとみなされる第一の理由となっている。本作を、ファン・エイクが潜在的顧客に対して「私が絵具で何ができるかを、いかに人物を実物のようにできるかをご覧ください」といっている広告とみなす美術史家もいる。
人物は、一般的に言われているようにターバンを着けているのではなく、15世紀に流行したシャプロン  を被っている。シャプロンは通常、縁が垂れ下がるようになっているが、ここでは縁を頭部で結んでおり、それは絵画制作の際には賢明な選択である。類似したシャプロンを、ファン・エイクの『宰相ロランの聖母』 (ルーヴル美術館) の人物も着けているが、その人物も自画像であると提唱されている。シャプロンの描写は本作で最も際立っている。シャプロンの線や襞を描くことは、画家が自身の技量を過分に示すことを可能ならしめる。その三次元的量感は際立っており、襞の表現は劇的である。服の襞の濃い影と、光の当たる布地のハイライトのコントラストはファン・エイクの作品に典型的に見られる。
加えて、シャプロンの長いコルネットの位置 (絵具を塗る時、邪魔にならないように巻き上げられている) は、画家としての職業に言及するものである。人物の鋭く、非常に聡明な血走った目は示唆的なもう1つのもので、それは、後のアルブレヒト・デューラーによる1500年の『自画像』 (アルテ・ピナコテーク、ミュンヘン) にもふたたび見出される。
ファン・エイクには典型的なことであるが、頭部は胴体に比べてやや大きい。作品は、ファン・エイクの最良の作品に見られる「技術、手法の節約、スピード」を表している。キャンベル (Campbell) は、左目の描き方を以下のように記述している。「目の白い部分は、微量の赤色と青色を混ぜた白色で塗られている。しかしながら、非常に薄い赤色のグレーズ (彩色技術) が下絵に塗られ、下絵は二次的なハイライトを生み出すために4箇所露わになっている。静脈はグレーズの中に朱色で描かれている。虹彩はウルトラマリンであり、その周囲は純粋な色であるが、瞳孔に向かって白色と黒色が混ざっている。瞳孔の周囲近くには黒い斑点があり、瞳孔は虹彩の青色の上に黒色で塗られている。主要なキャッチライトは最後のタッチとして加えられている4つの鉛白の点である。1つは虹彩に、3つは目の白い部分にあり、それらは4つの二次的な光の点とともに目が潤んでいるような効果を生み出している」。